# Алла
А́лла — женское имя.

## В православии
В православии имя Алла связано со святой Аллой, которая была вдовой одного из готских вождей и жила в IV веке н. э. на территории современного Крыма. О ней мы знаем из рассказа историка Созомена о 26 мучениках готских. Независимо от того, откуда у неё имя и что оно означает, святая Алла присутствовала в святцах, стандартном источнике, откуда православные (русские, украинцы, белорусы) выбирали имена для своих детей. Самые ранние упоминания об Аллах относятся к XIX веку: Алла Тарасова (1898—1973), в честь которой была названа Алла Пугачёва.
Алла в переводе с готского: 𐌰𐌻𐌻𐍃 — всё, 𐌰𐌻𐌻𐌰 (предположительно) — «умеющая всё», «мастерица на все руки».

## Другие версии
Существует исландское имя Alla.

## Именины
- Русская православная церковь отмечает именины святой Аллы 8 апреля (26 марта по ст. стилю)[3][4][5].